# Península de Doberai
La península de Doberai (en indonesio: Semenanjung Doberai), o península Cabeza de Pájaro (en indonesio: Kepala Burung, en inglés: Bird's Head Peninsula, y en neerlandés: Vogelkop), es una gran península que comprende la porción noroeste de la isla de Nueva Guinea. Constituye la mayor parte de las provincias indonesias de Papúa Occidental y Papúa Suroccidental.

## Localización y geografía
La península de Doberai constituye el extremo noroeste de la isla de Nueva Guinea. La delimita al este la bahía de Cenderawasih, y al sur la bahía de Bintuni. Hacia el oeste se encuentran las islas Raja Ampat: el estrecho de Dampier separa la península de la isla de Waigeo, y un estrecho canal marítimo separa su punta noroeste de la isla de Salawati. Más alejada de la costa, está Misool. Al sur, un istmo une Doberai con la península de Bomberai.
La península tiene alrededor de 200 km de ancho por 300 km de largo, y es una región de una gran diversidad biogeográfica. Por la parte sur se extienden amplías llanuras costeras, y en el este la cadena montañosa Arfak cuenta con la cumbre más alta de la península, Pegunungan Arfak, de 2920 m de altitud, y situada a unos 40 km de la ciudad de Manokwari. El norte de la península es ocupado por las montañas Tamrau, cuya principal cima es el Bon Irau, de 2420 m de altitud.

## Flora y fauna
Existen tres ecorregiones en la península:
- la Selva lluviosa de las montañas de Vogelkop: situada en su totalidad en la península, comprende más de 22.000 km² de selvas de montaña situadas a una altitud de más de 1000 m. Más de la mitad de esas selvas están incluidas en 10 zonas protegidas y vigiladas por WWF. Más de 300 especies de pájaros viven en ellas, de las que al menos 20 son únicas y solo existen en esta ecorregión. Algunas especies viven en áreas muy restringidas, como el capuchino Arfak, el Vogelkop Bowerbird, y el ave del paraíso rey.[2]
- la selva lluviosa de las tierras bajas de Vogelkop-Aru: incluye la parte sur de la península y cubre las islas adyacentes hasta Aru, y la península de Bomberai. Esta ecorregión consta de bosques húmedos relativamente intactos que cuentan entre los más extensos y más ricos del reino biogeográfico de Australasia. Estos bosques albergan 47 especies de mamíferos, de las que 8 son endémicas o casi, y 366 especies de pájaros de las que 21 son endémicas o casi.[3]
- Manglares de Nueva Guinea: esta ecorregión se sitúa en mayor medida en la costa sur de la península y en la costa de la bahía Bintuni, pero incluye también extensiones de la costa de la bahía Cenderwasih. Esta ecorregión alberga más variedades y endemismo que otros manglares de Indo-Malasia y de otras partes del mundo, y resulta difícil listar sus especies debido al carácter de transición de este tipo de hábitat. Si bien los bosques tropicales parecen relativamente estables, los manglares se ven afectados por el fenómeno de El Niño, que produce violentas tormentas asociadas con periodos de sequías e incendios. Los manglares de la bahía de Bintuni se ven afectados igualmente por explotaciones madereras a gran escala y la tradición de cortar la madera de los manglares para hacer carbón.[4]

La construcción de carreteras, la explotación maderera ilegal, el aumento de la agricultura y de la ganadería comercial constituyen amenazas potenciales para la ecorregión. La parte sureste de la península pertenece al parque nacional Teluk Cenderawasih, el parque nacional marino más grande de Indonesia.

## Cultura
Unos descubrimientos arqueológicos recientes han demostrado que existían asentamientos humanos en la península hace al menos 26 000 años. En el siglo XXI, la mayor parte de la población vive en pueblos del litoral, con pequeños grupos repartidos por el interior de las tierras. Los habitantes practican una agricultura de subsistancia basada en cultivos itinerantes a pequeña escala de copra, arroz, maíz y cacahuetes, y en la caza.
La península no cuenta más de 80 pueblos. Las ciudades más importantes son Bintuni, Teminabuan, Sorong, Aimas, y Manokwari. Sorong, en la costa oeste, tiene una población de 125.000 habitantes y un área metropolitana de 170.000 habitantes. Es el centro industrial y económico más dinámico de la península. Manokwari, que es capital de la provincia de Papúa Suroccidental, contaba en 2010 con 135.000 habitantes y un área metropolitana de 155.000 habitantes.

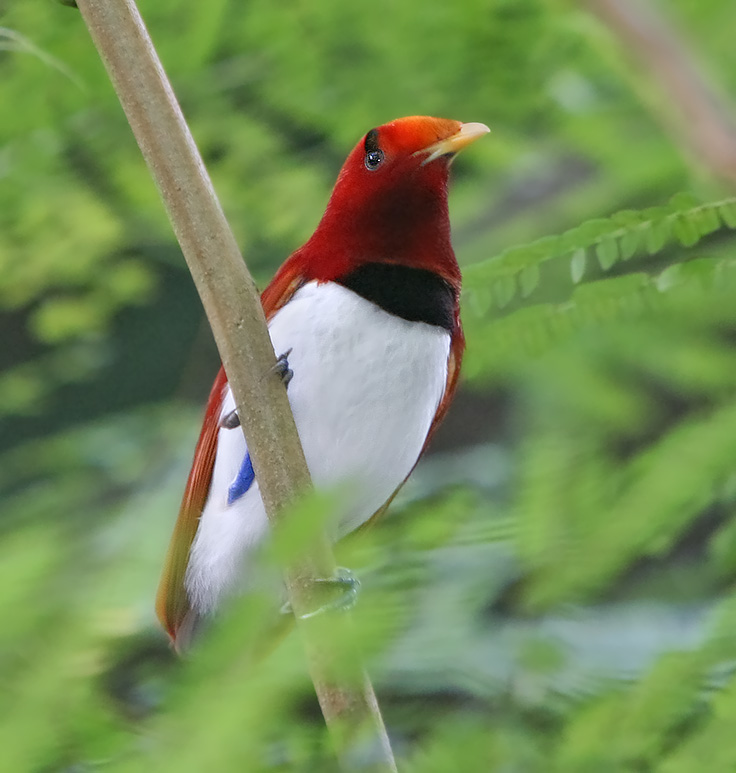
Ave del paraíso rey.

Al igual que toda la isla de Nueva Guinea, los habitantes de la península de Doberai hablan una gran variedad de lenguas tradicionales, clasificadas como lenguas bird's head meridional, lenguas bird's head oriental y lenguas papúes occidentales.

## División administrativa
Las siguientes regencias se encuentran en la península de Doberai:
- Sorong (regencia)
- Sorong meridional (regencia)
- Bahía Bintuni (regencia)
- islas Raja Ampat (regencia)
- Manokwari (regencia)